# 朝倉高景
朝倉 高景（あさくら たかかげ）は、南北朝時代から室町時代にかけての武将。越前朝倉氏第2代当主。

## 生涯
幼名を彦三郎といい（彦四郎とする史料もある）、元服後は正景と名乗っていた。高景は、父・朝倉広景同様、足利氏に与して斯波氏の被官人的立場であった。
文和4年（1355年）2月15日の東寺南大門での合戦において、南朝側の3万の大軍を打ち破った功により、足利尊氏から、その母衣に朝倉弾正左衛門尉高景と書かれ、尊氏の偏諱を賜ったとされ（尊氏は元々高氏と名乗っていた）、『 朝倉始末記』では、この時から、遠江守高景と名乗るようになったとする。ただし、この時に高景は南朝側に属して尊氏と敵対していたので、尊氏から偏諱を賜ったという話は頗る怪しい。
その2年後の正平12年/延文2年（1357年）12月2日、尊氏より足羽荘預所職を宛がわれる。
正平21年/貞治5年（1366年）の貞治の変では、幕府軍の一員として主筋に当たる斯波高経に反旗を翻して杣山城を攻め、高景はその功から11月6日に第2代将軍・義詮より、越前宇坂荘、棗荘、東郷荘、坂南本郷、河南下郷、木部島、中野郷など7か所の地頭職を賜り、越前朝倉氏の基礎を築いた。
正平22年/貞治6年（1367年）、新しい越前守護である畠山義深による仁和寺観喜寿院領である真柄荘の使節遵行を妨害するなど、幕府との関係を背景に独自の立場を築いた。
文中元年/応安5年（1372年）5月2日に死去。享年59。家督は朝倉氏景（3代・大功宗勳）が継いだ。